# Cryphoeca carpathica
Cryphoeca carpathica là một loài nhện trong họ Hahniidae.
Loài này thuộc chi Cryphoeca. Cryphoeca carpathica được Ottó Herman miêu tả năm 1879.